# King Cobra (phim 2016)
King Cobra là một bộ phim tiểu sử tội phạm năm 2016 của Mỹ, được sản xuất dựa theo cuộc đời của Brent Corrigan. Bộ phim được Justin Kelly đạo diễn dựa trên cuốn sách Cobra Killer của Andrew E. Stoner và Peter A. Conway.
Bộ phim được IFC Midnight công chiếu vào ngày 21 tháng 10 năm 2016.

## Nội dung
Sean Paul Lockhart (Garrett Clayton), 17 tuổi, đến Pennsylvania để quay một cảnh sex solo dưới sự đạo diễn của Stephen Kocis (Christian Slater), chủ sở hữu của Cobra Video. Lockhart nói dối mẹ (Alicia Silverstone) rằng anh đến Pennsylvania để thực tập trong một công ty điện ảnh, và cũng nói dối với Kocis về tuổi của mình, rằng anh ta đã mười tám tuổi. Lockhart chọn nghệ danh của mình là 'Brent Corrigan'; sau sự thành công của video đầu tiên, anh đồng ý ở lại và tiếp tục quay phim khiêu dâm đồng tính với các đối tác, tất cả đều dưới sự đạo diễn của Kocis. Kocis, đang sống cùng nhà với Corrigan, dần say mê Corrigan và họ đã quan hệ tình dục bất chấp sự không thích của Corrigan.
Joe Kerekes (James Franco) và người chồng đồng tính Harlow Cuadra (Keegan Allen) điều hành một trang web khiêu dâm cạnh tranh với Cobra Video, tên là Viper Boyz. Kerekes là một người có tính chiếm hữu rất mạnh tới Cuadra, cặp đôi đang dần sa lầy trong nợ nần vì cuộc sống xa hoa của mình. Cuadra trở nên tức giận vì sự nổi tiếng của Corrigan, còn Kerekes thì cảm thấy tuyệt vọng vì độ nổi tiếng của anh không được đặt cùng mức độ với Cuadra.
Các video của Corrigan trở nên cực kỳ phổ biến, và khi biết được mình được trả công không công bằng, anh bắt đầu cảm thấy thù địch Kocis. Anh yêu cầu được nhận tiền công cao hơn trong các video tiếp theo, Kocis đã đồng ý, nhưng cũng nhắc nhở Corrigan rằng anh ta đang giữ hợp đồng. Tối đó, Corrigan phát hiện ra rằng Kocis đã kiếm được khoản tiền lớn từ các video của mình, cả hai đã tranh cãi và kết cục Corrigan đã rời nhà. Do Kocis là người sở hữu hợp pháp nghệ danh Brent Corrigan, Corrigan cố gắng tranh cãi với Kocis qua điện thoại nhưng không thành công; sau đó anh đã báo cảnh sát rằng mình mới mười bảy tuổi khi bắt đầu quay video với Kocis. Hành động buộc Kocis tội khiêu dâm trẻ vị thành niên của anh gây ra nhiều hệ lụy trong ngành khêu dâm đồng tính nam, nó cũng khiến bản thân Corrigan không thể tìm được công việc, đồng thời gây ra sự bất hòa giữa anh và mẹ.
Kerekes và Cuadra trả Corrigan 25.000 đô la để thực hiện một video với Viper Boyz, tuy nhiên họ trở nên kích động sau khi biết Kocis giữ quyền sở hữu nghệ danh ‘Brent Corrigan’. Bằng cách giả vờ thử vai cho Cobra Video, Cuadra đã vào được nhà của Kocis, và trong khi thử vai, anh ta đã giết Kocis một cách dữ dội. Cuadra và Kerekes sau đó đã cướp và đốt cháy ngôi nhà để vụ việc trông giống như thể Kocis đã chết vì hỏa hoạn.
Cái chết của Kocis nhanh chóng bị phát giác là dàn dựng, cảnh sát đã mở cuộc điều tra giết người. Corrigan tiết lộ với cảnh sát rằng anh tin Kerekes và Cuadra là những người phải chịu trách nhiệm cho việc này. Tại đồn cảnh sát, Corrgan hòa giải với mẹ. Trong những phân cảnh cuối cùng, Corrigan trở thành đạo diễn và diễn viên, sản xuất phim khiêu dâm với xưởng phim riêng của mình.

## Diễn viên
- Molly Ringwald  trong vai Amy
- James Franco  trong vai Joe
- Christian Slater  trong vai Stephen
- Alicia Silverstone  trong vai Janette
- Garrett Clayton  trong vai Sean Paul Lockhart/Brent Corrigan
- Keegan Allen  trong vai Harlow
- Sean Grandillo  trong vai Caleb[3]

## Phát hành
King Cobra đã được chiếu tại Liên hoan phim Tribeca vào tháng 4 năm 2016. Ngay sau đó, IFC Films đã mua quyền phân phối bộ phim, và công chiếu vào 21 tháng 10 năm 2016.

## Đánh giá
Trên Rotten Tomatoes, 49% trong số 35 nhà phê bình đánh giá tích cực bộ phim, với điểm trung bình là 5,3/10. Còn Metacritic cho bộ phim 48/100 điểm qua sáu đánh giá.
Corrigan đã được mời đóng một vai phụ trong phim song anh đã từ chối. Sau đó anh đã chỉ trích các nhà làm phim đã diễn tả một cách "lố bịch" cuộc sống của anh về vụ giết người và khoảng thời gian anh tham gia đóng phim khiêu dâm.